# بلدة ألوها (ميشيغان)
ألوها (بالإنجليزية: Aloha Township, Michigan)‏ هي بلدة تقع بولاية ميشيغان في الولايات المتحدة. تبلغ مساحتها 83.6 (كم²)، وترتفع عن سطح البحر 194 م، بلغ عدد سكانها 1041 نسمة في عام تعداد الولايات المتحدة 2000 حسب إحصاء مكتب تعداد الولايات المتحدة وتصل الكثافة السكانية فيها 13.7 نسمة/كم2.

## وصلات خارجية
- http://www.alohatownship.com/
- The US50 - Cities and Towns in Michigan State
- Michigan Cities and Towns, Facts, Map, Flag, Colleges, Government, and More